# 施泰因斯多夫
施泰因斯多夫（德語：Steinsdorf，發音：[ˈʃtaɪnsˌdɔʁf]）是德国图林根州格赖茨县曾经的一个市镇，面积12.41平方千米，2012年12月31日人口为678人。2013年12月31日，施泰因斯多夫与另外2个市镇并入市镇魏达。